# Cyclosorus thailandicus
Cyclosorus thailandicus är en kärrbräkenväxtart som beskrevs av S.Linds. Cyclosorus thailandicus ingår i släktet Cyclosorus och familjen Thelypteridaceae. Inga underarter finns listade.